# Torbjörn Lindqvist
Kjell Herbert Torbjörn Lindqvist, född 26 november 1942 i Borlänge, död 2 november 2018 i Bäsna, var en svensk regissör, manusförfattare och filmfotograf.
Lindqvist regidebuterade 1971 med Sound of Näverlur och efter en serie kortfilmer under 1970-, 1980- och 2000-talen regisserade han 2011 dokumentärfilmen Jussi i våra hjärtan om operasångaren Jussi Björling. Lindqvist är begravd på Stora Tuna Östra kyrkogård.

## Filmografi
Regi
- 1971 – Sound of Näverlur
- 1976 – Bergslagsskog
- 1983 – Eriksgatan i Dalarna
- 2005 – Fågeldoktorn
- 2006 – Jag ser inte musiken längre
- 2011 – Jussi i våra hjärtan

Manus
- 1971 – Sound of Näverlur
- 2005 – Fågeldoktorn

Foto
- 1971 – Den vilda jakten på astronauten
- 1971 – Hur man gör en platta
- 1971 – Sound of Näverlur
- 1971 – En gammal järnväg [källa behövs]
- 1976 – Veckända i Stockholm
- 1977 – Kärleksvirveln
- 1978 – Fäbodjäntan
- 1978 – Kvinna på väg
- 1983 – Wolf Cubs
- 1984 – Höra ihop
- 1988 – Helgerån
- 1999 – I dessa rum
- 2002 – Kalle Kamrat
- 2005 – Fågeldoktorn
- 2011 – Jussi i våra hjärtan